# النی پاتسیئو
النی پاتسیئو (به یونانی: Ελένη Πάτσιου) (۵ سپتامبر ۱۹۷۱) جودوکار سابق یونانی و دارنده مدال طلای مسابقات جودوی بالکان و قهرمان جودوی یونان است.
در سال ۲۰۰۴، چند روز قبل از بازی‌های المپیک تابستانی ۲۰۰۴، او به جای النی یوانو که دچار مصدومیت شدید شده بود، به این مسابقات فراخوانده شد. او در کلاس سنگین‌وزن شرکت کرد، اما در راند اول توسط اوا بیسنی فرانسوی حذف شد.
او در سال ۲۰۰۷ در مسابقات جودو قهرمانی بالکان که در نئا یونیا یونان برگزار شد در دسته ۷۸ کیلوگرم مدال طلا را کسب کرد.
در سال ۲۰۱۳، فدراسیون جودو یونان اعلام کرد که پاتسیئو پس از الکسیا کورتلسی دومین جودوکار زن برجسته یونانی است، که در مجموع ۱۹ مدال (۶ مدال طلا، ۱۰ مدال نقره و ۳ مدال برنز) در مسابقات قهرمانی جودو یونان کسب کرده‌است.
او همچنین دارای یک مدال نقره در یک تورنمنت بین‌المللی و یک طلا و یک نقره در مسابقات قهرمانی نوجوانان دختران یونان کسب کرده‌است.